# Galianthe hispidula
Galianthe hispidula là một loài thực vật có hoa trong họ Thiến thảo. Loài này được (A.Rich. ex DC.) E.L.Cabral & Bacigalupo mô tả khoa học đầu tiên năm 1997.